# Candy Dulfer
Candy Dulfer (n. 19 septembrie 1969) este o celebră interpretă de saxofon, din Țările de Jos, fiica saxofonistului Hans Dulfer.

## Discografie

### Albume de studio
- 1991, Saxuality
- 1993, Sax-a-Go-Go
- 1995, Big Girl
- 1997, For the Love of You
- 1998, The Best Of Candy Dulfer; Girls Night Out
- 1999, What Does It Take
- 2001, Dulfer Dulfer
- 2003, Right in My Soul
- 2007, Candy Store
- 2009, Funked up & Chilled Out

### Albume live
- 2001, Live in Amsterdam
- 2005,	Live at Montreux 2002

### Discuri single
- 1989,	„Lily Was Here”
- 1990,	„Heavenly City
- 1993,	„I Can't Make You Love Me”, „Pick Up The Pieces”, „Sax-a-Go-Go”
- 1995,	„Wake Me When It's Over”
- 1996,	„I'll Still Be Up Looking To You”
- 1997,	„For The Love Of You", "Saxy mood”
- 1999,	„Cookie”
- 2003,	„What's In Your Head”